# Dubhe
Dubhe eller Alfa Ursae Majoris (α Ursae Majoris förkortat Alfa UMa, α UMa) som är stjärnans Bayer-beteckning, är en trippelstjärna i den norra delen av stjärnbilden Stora Björnen och den näst ljusaste stjärnan i stjärnbilden. Dubhe är en del av Karlavagnen och den nordligaste stjärnan i den linje genom två stjärnor (den andra är Merak) som pekar mot Polstjärnan. Den har en skenbar magnitud på 1,79 och är synlig för blotta ögat. Baserat på parallaxmätning inom Hipparcosuppdraget på ca 26,5 mas, beräknas den befinna sig på ett avstånd av ca 123 ljusår (ca 38 parsek) från solen.

## Nomenklatur
Alfa Ursae Majoris A har de traditionella namnen Dubhe och Ak. Dubhe kommer från arabiskans dubb, som betyder "björn" och dubb kommer i sin tur från frasen żahr ad-dubb al-akbar, som betyder "den större björnens rygg". Det mer sällsynta namnet Ak betyder "Ögat".  År 2016 organiserade Internationella astronomiska unionen en arbetsgrupp för stjärnnamn (WGSN) med uppgift att katalogisera och standardisera riktiga namn för stjärnor. WGSN:s första bulletin från juli 2016 innehåller en tabell över de två första satserna av namn som fastställts av WGSN och som anger namnet Dubhe för stjärnan Alfa Ursae Majoris A.

## Egenskaper
Primärstjärnan Alfa Ursae Majoris A är en röd till orange jättestjärna av spektralklass K0 III som har utvecklats bort från huvudserien efter att ha förbrukat vätet i dess kärna.  Den har en massa som är ca 4,3 gånger solens massa, en radie som är ca 23 gånger solens och utsänder från dess fotosfär ca 316 gånger mer energi än solen vid en effektiv temperatur på ca 4 700 K.
Dubhe är en spektroskopisk dubbelstjärna bestående av stjärnorna Alfa Ursae Majoris A och Alfa Ursae Majoris B. Följeslagaren, Alfa Ursae Majoris B, är en stjärna i huvudserien av spektralklass F0V. Den kretsar kring primärstjärnan med en genomsnittlig separation av ca 23 astronomiska enheter (AE) och en omloppsperiod av 44,4 år.
Det finns en annan spektroskopisk dubbelstjärna separerad med 8 bågminuter, ett par av 7:e magnituden och spektraltyp F8. Den kallas ibland Alfa Ursae Majoris C, men är separat katalogiserad som HD 95638. 
Alfa Ursae Majoris har rapporterats variera i ljusstyrka med ungefär en tusendel av en magnitud. Tio radiala strålningslägen har observerats, med perioder mellan 6,4 timmar och 6,4 dygn.